# Nancy Kelly
Nancy Kelly (født 25. marts 1921, død 2. januar 1995) var en amerikansk model, teater-, tv- og filmskuespiller. Hun var fast medlem af CBS-Radios The March of Time og blev en kvindelig filmstjerne i slutningen af 1930'erne, mens hun stadig var i sine teenageår.
Hun indspillede 36 film mellem 1926 og 1977, herunder som Tyrone Powers elskede i den klassiske Jesse James fra 1939, som også havde Henry Fonda på rollelisten, og hun spillede over for Spencer Tracy i Stanley og Livingstone senere samme år. Hun opnåede sin største succes i en karakterrolle som den selvmorderiske mor i Ondskabens sæd, for hvilken hun vandt en Tony Award for teaterudgaven og en Oscar-nominering for filmatiseringen fra 1955.

## Biografi
Kelly var af irsk afstamning og blev født i Lowell, Massachusetts, i en teaterfamilie. Hendes mor var stumfilmskuespilleren Nan Kelly, som underviste hende og styrede hendes karriere. Som barneskuespiller havde Kelly optrådt i 52 film indspillet på østkysten allerede, da hun var i 17 års-alderen. Hendes lillebror var skuespilleren Jack Kelly, mest kendt for at spille sammen med James Garner, henholdsvis Roger Moore fra 1957 til 1962 i tv-serien Maverick.
Som barnemodel var billedet af Nancy Kelly dukket op i så mange forskellige reklamer, fra hun var ni år gammel, at Film Daily skrev: "Nancy er blevet omtalt som 'det mest fotograferede barn i Amerika', først og fremmest på grund af hendes reklameoptræden. "
Kelly arbejdede meget i radio i sine unge år. Hun spillede Dorothy Gale i radioserien Troldmanden fra Oz (1933-34), baseret på Troldmanden fra Oz . Kelly havde den første ungpigerolle i CBS Radios serie The March of Time, hvor hun med en stemmemæssig alsidighed var i stand til at portrættere mandlige roller såvel som kvindelige. Hun spillede også Eleanor Roosevelt.
Som voksen havde hun kvindelige hovedroller i 27 film i 1930'erne og 1940'erne, herunder instruktøren John Fords U-bådspatruljen, komedien He Married His Wife med Joel McCrea, Nybygger-sheriffen med Randolph Scott som Wyatt Earp og Tarzan i ørkenen med Johnny Weissmuller. Kelly vandt efterfølgende to gange Sarah Siddons Award  for sit arbejde på Chicago-teatre samt en Tony Award for sin præstation i Ondskabens sæd, som hun fulgte op i filmatiseringen fra 1956, hvilket resulterede i en nominering til en Oscar for bedste kvindelige hovedrolle. Hun medvirkede også på tv, herunder med hovedroller i The Storm (1961), episoder af Thriller og The Lonely Hours (1963) samt en episode af Alfred Hitchcock Hour. I 1957 blev hun nomineret til en Primetime Emmy Award for bedste enkeltoptræden af en skuespillerinde for episoden "The Pilot" i serien Studio One.

## Ægteskaber
Kelly var gift med skuespilleren Edmond O'Brien 1941-1942, Fred Jackman, Jr., søn af Hollywood-fotograf og filminstruktør Fred Jackman, 1946-1950 og teaterinstruktør Warren Caro (1955-1968). Med Caro fik en datter, Kelly Caro, i 1957.

## Død
Kelly døde i sit hjem i Bel Air, Californien den 2. januar 1995 af komplikationer efter diabetes i en alder af 73 år. Hun efterlod sig en datter og tre børnebørn. Hun blev bisat i Westwood Village Memorial Park Cemetery i Los Angeles.

## Walk of Fame
For sit bidrag til filmindustrien fik hun en stjerne på Hollywood Walk of Fame på 7021 Hollywood Boulevard 8. februar 1960.